# Червоногуз
Червоногу́з (Cryptospiza) — рід горобцеподібних птахів родини астрильдових (Estrildidae). Представники цього роду мешкають в Африці на південь від Сахари.

## Опис
Червоногузи — невеликі птахи, середня довжина яких становить 10-13 см, а вага 10,5-19 г. спина і надхвістя у них червоні, нижня частина тіла оливкова або сіра. Червоногузам притаманні короткі крила, короткі, округлої форми хвости. Дзьоби у них товсті, короткі, конічної форми, червоні або чорні. Червоногузи живуть в підліску вологих гірських тропічних лісів, зокрема в горах Альбертінського рифту. вони живляться дрібним насінням, зокрема насінням розрив-трави і жовтозілля.

## Види
Виділяють чотири види:
- Червоногуз заїрський (Cryptospiza shelleyi)
- Червоногуз темний (Cryptospiza jacksoni)
- Червоногуз ефіопський (Cryptospiza salvadorii)
- Червоногуз зеленоголовий (Cryptospiza reichenovii)

## Етимологія
Наукова назва роду Cryptospiza походить від сполучення слів дав.-гр. κρυπτος — схований і σπιζα — вівсянка.